# Mark Funkhouser

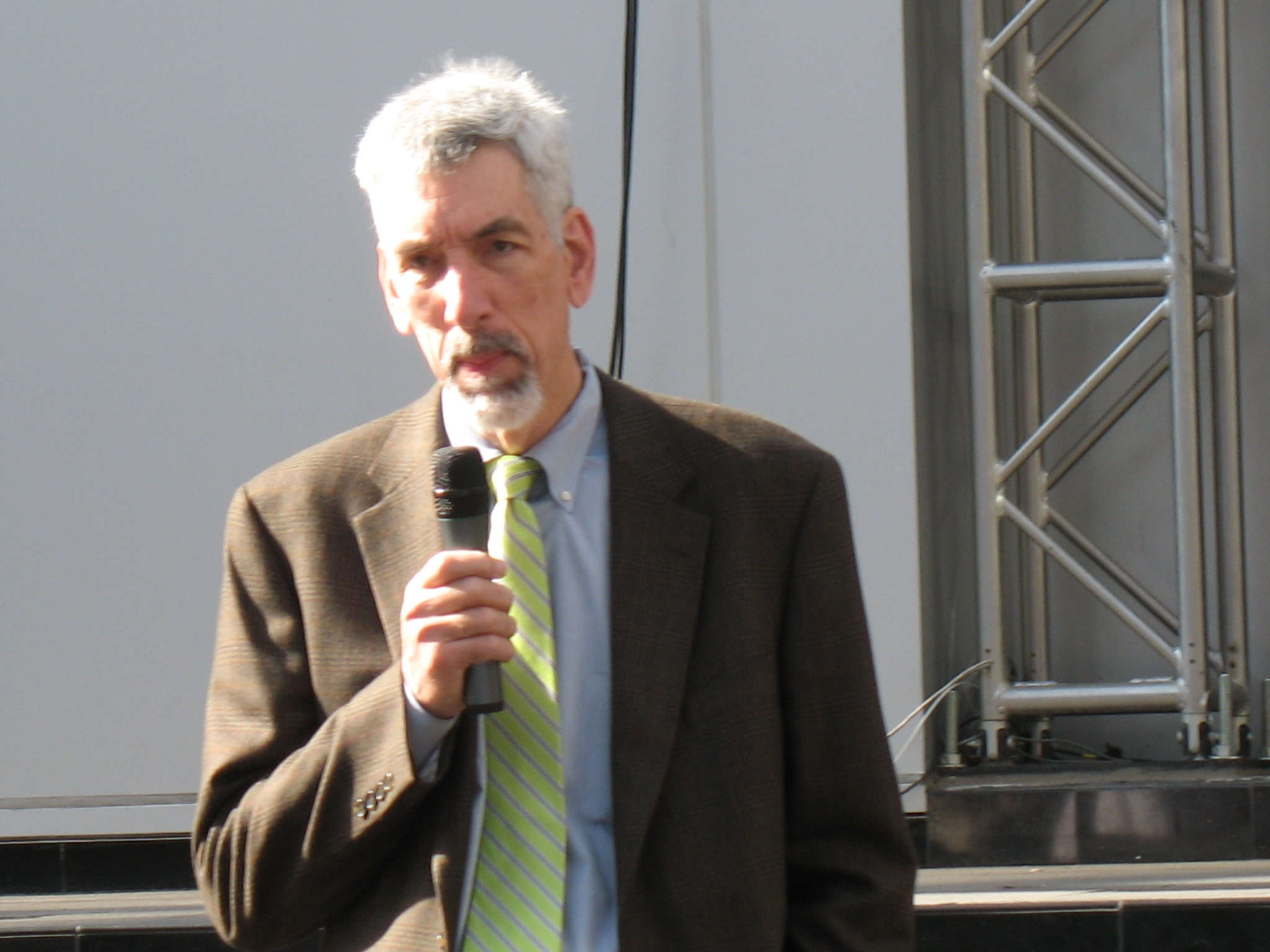
Mark Funkhouser, 2009

Mark Funkhouser (* 4. Oktober 1949 in Paden City, Wetzel County, West Virginia) ist ein US-amerikanischer Politiker der Demokratischen Partei und ehemaliger Bürgermeister von Kansas City, Missouri.
Funkhouser wuchs in West Virginia auf. Er besuchte die Tennessee State University sowie die University of Missouri–Kansas City. 1988 wurde er Rechnungsprüfer der Stadt. Gegen Ende 2006 gab er bekannt, dass er für das Bürgermeisteramt kandidiert. Seine Kandidatur gab er im Kansas City Star bekannt. Während des Wahlkampfes trug Funkhouser als Tribut an seine ukrainischen Wurzeln und die Orange Revolution eine orangefarbene Krawatte. Am 27. März 2007 schlug er seinen Gegenkandidaten Alvin Brooks mit gerade mal etwas mehr als 1000 Stimmen Unterschied.
Seine Amtszeit begann am 1. Mai 2007 und endete am 2. Mai 2011, nachdem er beim Wiederwahlversuch bereits in der Primary gescheitert war. Sein Nachfolger wurde der unabhängige Bewerber Sly James.